# Berezinka
Berezinka (ukrajinsky Березинка, maďarsky Nyírhalom) je vesnice v obci Lalovo, ve vesnické komunitě Vyšný Koropec (ukrajinsky Верхній Коропець), v mukačevském okrese Zakarpatské oblasti Ukrajiny. V roce 2025 zde žilo 624 obyvatel.

## Historie
První písemná zmínka o sídle pochází z roku 1599. V roce 1732 sídlo osídlili němečtí osadníci, kteří zde pěstovali vinnou révu a zeleninu. V roce 1901 byly v obci objeveny minerální prameny. Od roku 1945 do poloviny 60. let 20. století se zde dolovalo uhlí. 